# Olgiate Olona
Olgiate Olona ist eine Gemeinde in der Provinz Varese in der Region Lombardei.

## Geographie
Die Gemeinde liegt am Fluss Olona und bedeckt eine Fläche von 7 km². Zu Olgiate Olona gehören die Fraktionen Gerbone, Buon Gesù und Santo Stefano. Die Nachbargemeinden von Olgiate Olona sind Busto Arsizio, Castellanza, Fagnano Olona, Gorla Minore, Marnate und Solbiate Olona.

## Geschichte
Oberhalb des römischen Dorfes entwickelte sich im Mittelalter die Pfarrkirche, deren kirchliche Gerichtsbarkeit bis 1583 und deren Zivilgerichtsbarkeit bis 1784 erhalten blieb. Olgiate Olona war im gesamten Mittelalter ein religiöser und administrativer Bezugspunkt, zunächst im Contado del Seprio und ab 1395 im Herzogtum Mailand. Nach der Zerstörung von Castelseprio im Jahr 1287, während der Kämpfe zwischen den Familien Visconti und Della Torre (Torriani), wurde das Volk von Olgiate Olona für die Strafjustiz von Gallarate abhängig, wo der Sitz des Kapitäns der Seprio untergebracht wurde.
Mit der Aktivierung der Gemeinden der Provinz Mailand, gemäß der territorialen Aufteilung des Königreichs Lombardo-Venetien (Mitteilung vom 12. Februar 1816), wurde die Gemeinde Olgiate Olona in den Bezirk XV von Busto Arsizio aufgenommen.
Olgiate Olona, eine Gemeinde mit einer Vorladung, wurde im Bezirk XV von Busto Arsizio aufgrund der späteren territorialen Aufteilung der lombardischen Provinzen bestätigt (Mitteilung vom 1. Juli 1844). Im Jahr 1853 (Anmeldung vom 23. Juni 1853) wurde Olgiate Olona, eine Gemeinde mit allgemeiner Einberufung und 1598 Einwohnern, dem Bezirk X von Busto Arsizio zugeordnet.
Nach der vorübergehenden Vereinigung der lombardischen Provinzen mit dem Königreich Sardinien wurde die Gemeinde Olgiate Olona mit 1640 Einwohnern, die von einem Rat mit fünfzehn Mitgliedern und einem Rat mit zwei Mitgliedern verwaltet wird, auf der Grundlage der durch das Gesetz vom 23. Oktober 1859 festgelegten territorialen Aufteilung in das Mandamento II von Busto Arsizio, Bezirk IV von Gallarate, Provinz Mailand, aufgenommen. Bei der Gründung des Königreichs Italien im Jahr 1861 hatte die Gemeinde 1.717 Einwohner (Volkszählung 1861). Nach dem Gemeindegesetz von 1865 wurde die Gemeinde von einem Bürgermeister, einem Rat und einem Ausschuss verwaltet. Im Jahr 1867 wurde die Gemeinde in denselben Bezirk, Kreis und dieselbe Provinz eingegliedert (Verwaltungsbezirk 1867).
Im Jahr 1924 wurde die Gemeinde in den Bezirk Gallarate der Provinz Mailand eingegliedert. Nach der Gemeindereform von 1926 wurde die Gemeinde von einem Podestà verwaltet. Im Jahr 1927 wurde die Gemeinde der Provinz Varese zugeschlagen. Nach der Gemeindereform von 1946 wurde die Gemeinde Olgiate Olona von einem Bürgermeister, einer Junta und einem Rat verwaltet. Im Jahr 1971 hatte die Gemeinde Olgiate Olona eine Fläche von 730 Hektar.

### Flugzeugabsturz 1959
Am 26. Juni 1959 wurde eine Lockheed L-1649 Starliner der TWA (N7313C) auf dem planmäßigen Flug von Mailand nach Paris-Orly etwa 15 Minuten nach dem Start vom Flughafen Mailand-Malpensa vermutlich von einem Blitz getroffen. Anschließend explodierten mindestens zwei Treibstofftanks; die Maschine stürzte östlich von Olgiate Olona, auf dem Gemeindegebiet des Ortes, ab. Alle auf dem Flugplan angegebenen 68 Menschen an Bord starben, außerdem ein Kleinkind, das vermutlich unangemeldet mit an Bord genommen wurde. Es handelte sich damals um den schwersten Flugunfall in Italien sowie den schwersten Flugunfall im Jahr 1959. Bei dem Unfall handelte es sich um den ersten tödlichen Zwischenfall einer Lockheed Starliner (siehe auch Trans-World-Airlines-Flug 891).

## Bevölkerung

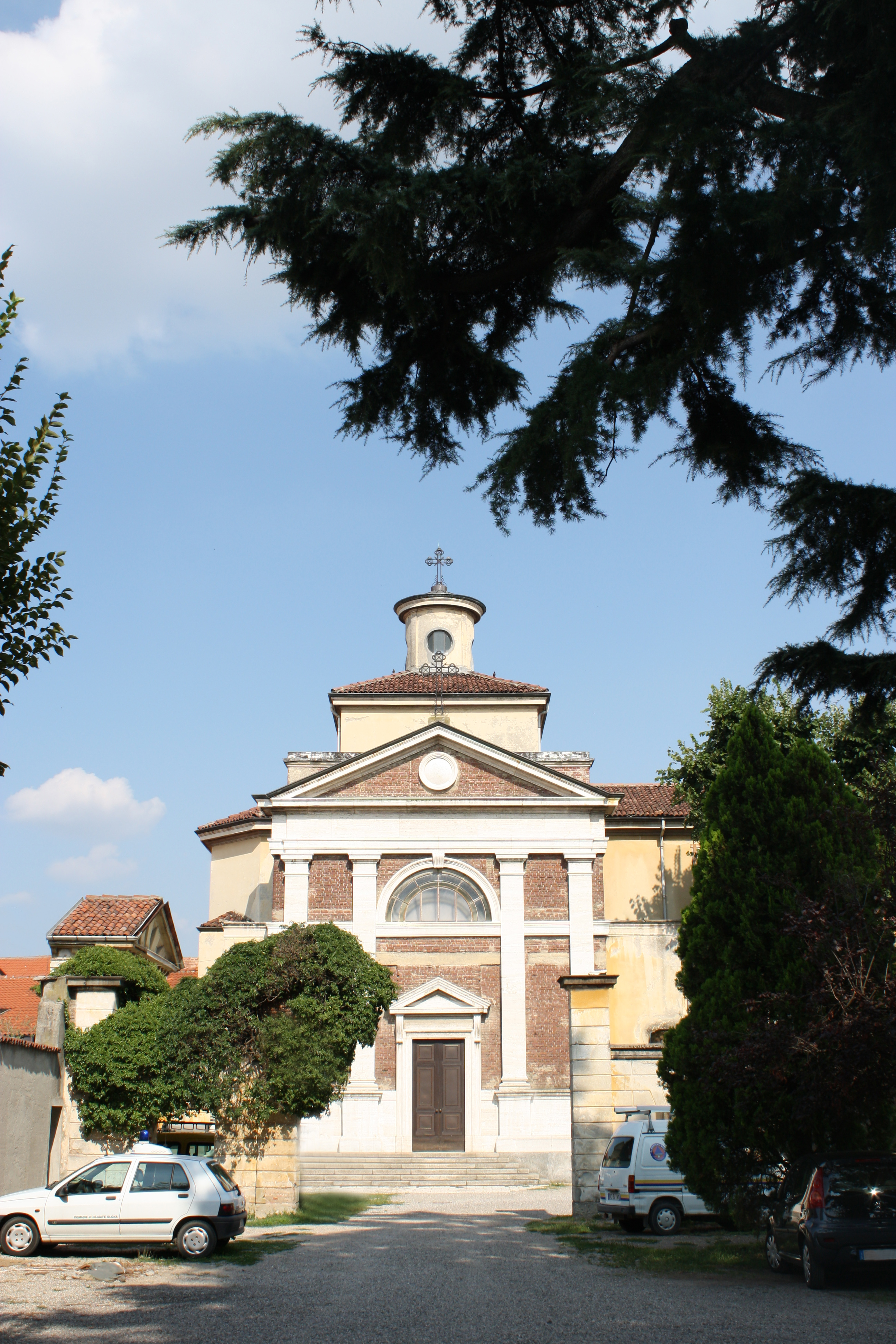
Villa Greppi-Gonzaga, Oratorium Santissimo Crocifisso

| Jahr      | 1861  | 1871  | 1881  | 1901  | 1921  | 1931  | 1951  | 1961  | 1971  | 1991   | 2001   | 2011   | 2021   |
| Einwohner | 1.717 | 1.883 | 2.037 | 2.394 | 3.424 | 3.866 | 4.991 | 6.235 | 8.603 | 10.074 | 10.801 | 12.215 | 12.548 |

## Sehenswürdigkeiten
- Pfarrkirche Santi Stefano e Lorenzo bewahrt das Gemälde  Cristo e la samaritana al pozzo des Malers Paolo Pagani und in der Rosenkranzkapelle die Fresken von Biagio Bellotti.
- Kirche San Gregorio Magno al lazzaretto
- Kirche Sant’Antonio abate
- Kirche dei Santi Innocenti (jetzt Gemeindehaus)
- Betkapelle San Genesio Martire
- Kirche San Giovanni Bosco im Ortsteil Gerbone
- Villa Greppi-Gonzaga und ihr Oratorium Santissimo Crocifisso

## Persönlichkeiten
- Guido Landriani war 1183 der erste, der als Bevollmächtigter der Gemeinde Mailand den Frieden von Konstanz zwischen Barbarossa und den konföderierten Gemeinden der historischen Lombardei unterzeichnete.
- Gerolamo Olgiati war 1476 an der Ermordung von Galeazzo Maria Sforza, des Herzogs von Mailand, beteiligt
- Gian Maria Olgiati, Militäringenieur, plante und leitete um die Mitte des 16. Jahrhunderts den Bau der Bastioni von Mailand